# Thénac (Charente-Maritime)
Thénac is een gemeente in het Franse departement Charente-Maritime (regio Nouvelle-Aquitaine). De plaats maakt deel uit van het arrondissement Saintes. Thénac telde op 1 januari 2022 1.702 inwoners.

## Geografie
De oppervlakte van Thénac bedroeg op 1 januari 2022 19,17 vierkante kilometer; de bevolkingsdichtheid was toen 88,8 inwoners per km².
De onderstaande kaart toont de ligging van Thénac met de belangrijkste infrastructuur en aangrenzende gemeenten.

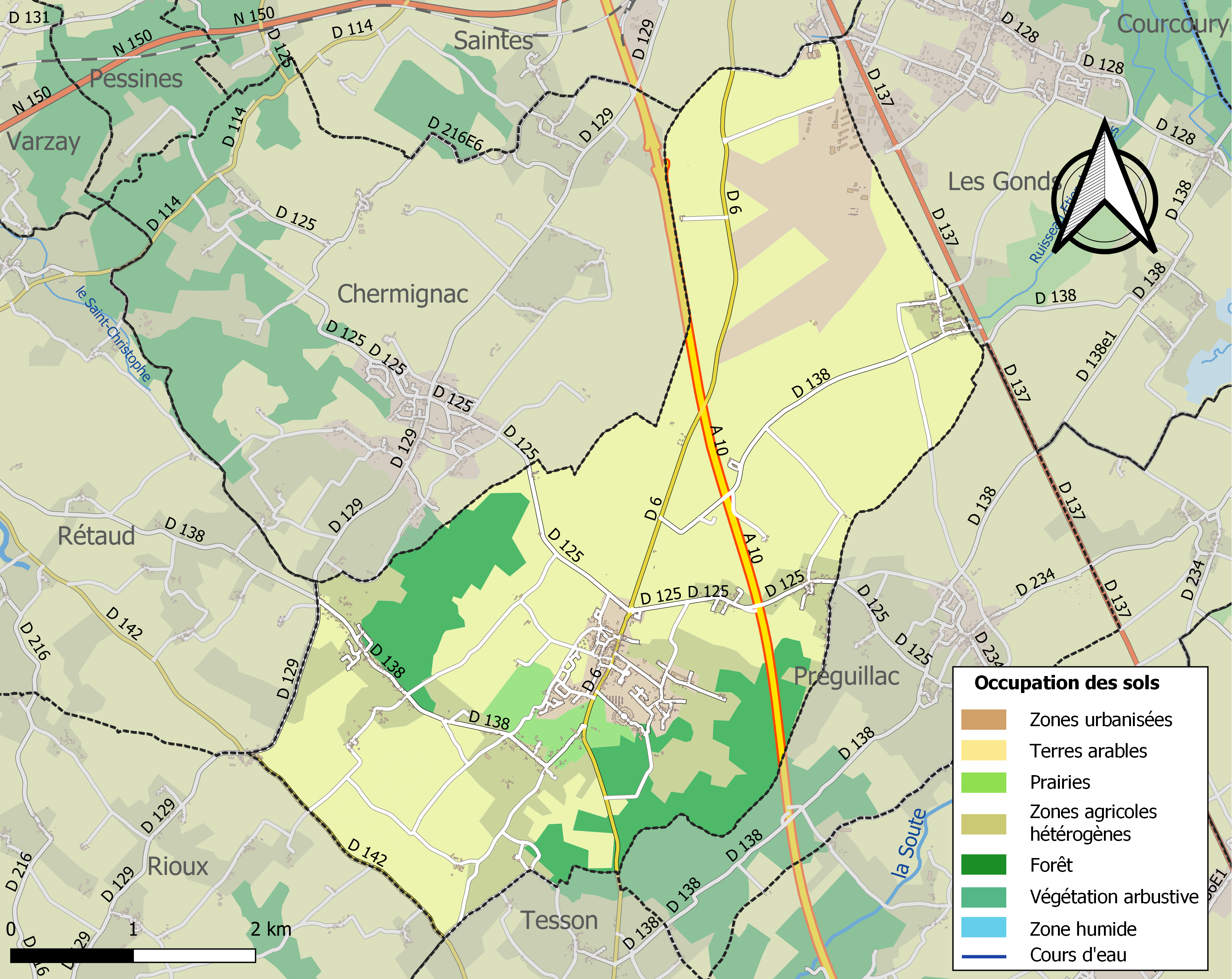

## Demografie
Onderstaande figuur toont het verloop van het inwonertal (bron: INSEE-tellingen).